# 余灝
余灝，福建福州府闽县人，明朝政治人物、進士出身。

## 生平
建文元年，福建已卯乡试中舉。建文二年，登庚辰科會試中進士。